# The Caterpillar
The Caterpillar è un singolo della band britannica The Cure, pubblicato l'8 maggio 1984, unico estratto dall'album The Top.
Il videoclip, diretto da Tim Pope, è stato girato al "Great Conservatory" di Syon Park, Londra.

## Tracce
Lato A
1. The Caterpillar

Lato B
1. Happy The Man
2. Throw Your Foot (Solo vinile 12")

## Formazione
- Robert Smith - voce, chitarra, basso, violino
- Andy Anderson - percussioni
- Lol Tolhurst - tastiere

Nel videoclip appaiono anche Phil Thornalley e Porl Thompson, ma non hanno partecipato al brano.